# Targeta de felicitació

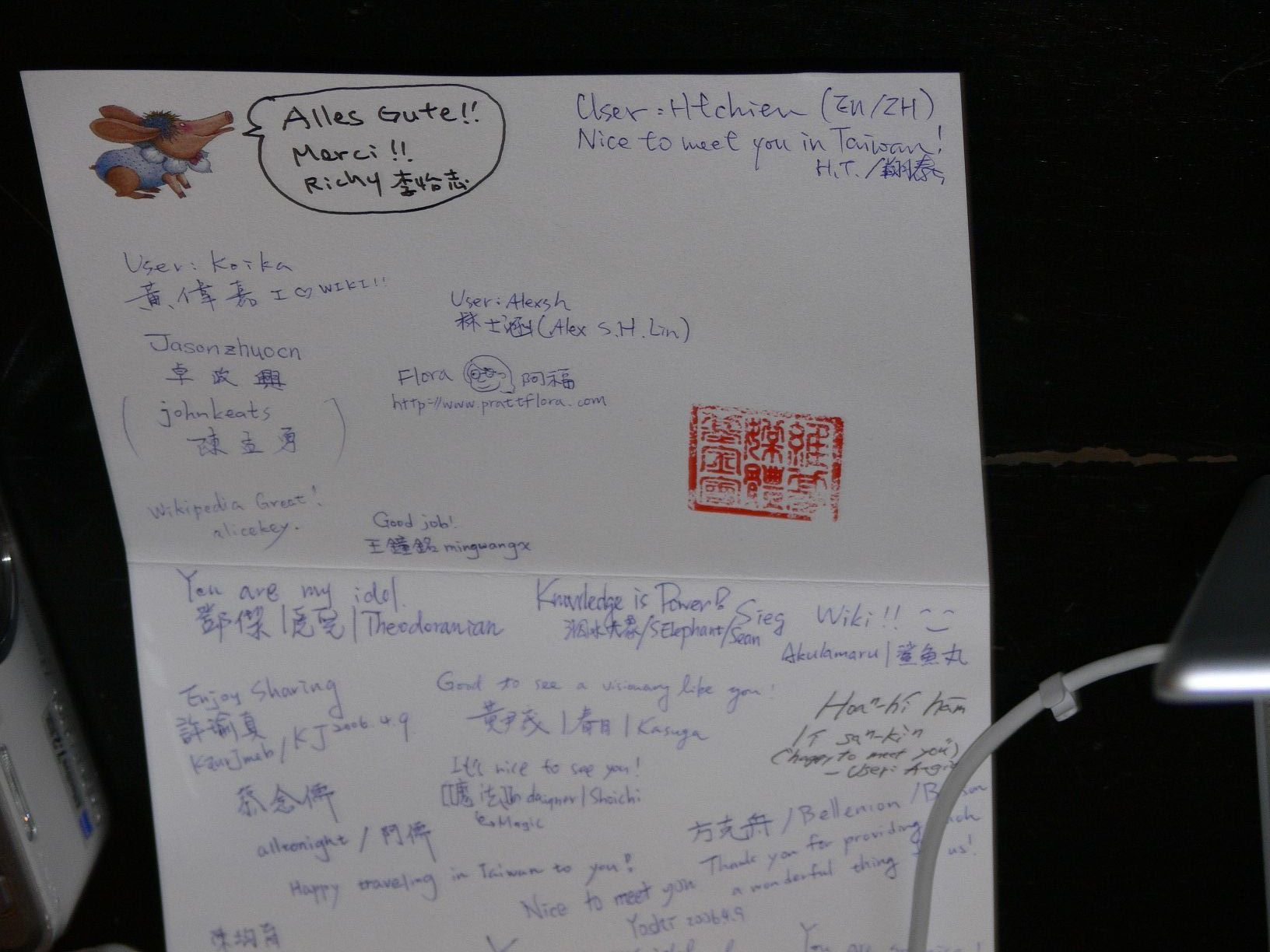
Targeta de felicitació de viquipedistes taiwanesos per Jimbo Wales

Una targeta de felicitació és una targeta il·lustrada, doblegada que ofereix una expressió d'amistat o d'un altre sentiment. Encara que les targetes de felicitació es donen generalment en ocasions especials com ara aniversari, Nadal o altres dies de festa, també s'envien per donar les gràcies o per altres motius. Les targetes de felicitació, acompanyades generalment d'un sobre, en una gran varietat d'estils, són tant produïdes en massa com fetes a mà per centenars de companyies grans i petites.
Les targetes de felicitació són especialment populars al món anglosaxó sent les companyies Hallmark Cards i American Greetings els productors de targetes més importants del món. Al Regne Unit, s'estima que es gasten mil milions de lliures en targetes de felicitació cada any, i existeixen establiments dedicats exclusivament a la seva venda. Cada persona envia una mitjana de 55 targetes per any.

## Contingut
Les targetes poden tenir l'interior blanc per escriure lliurement la felicitació o portar missatges impresos de diversa índole. En aquest cas, les expressions varien des de les més serioses i romàntiques fins a les més còmiques i irreverents en funció del seu motiu i destinataris. Les ocasions més comunes d'utilització de targetes són:
- Aniversaris: aniversari, dia de Sant Valentí, aniversari de casament

- Festes de cap d'any: genèriques o específiques - Bon Nadal, Feliç Any Nou, Feliç jànuca, etc.
- Esdeveniments: naixements, casaments, graduacions, etc.
- Compassió: davant d'una malaltia, davant un amor perdut, etc.
- Altres sentiments personals: agraïment, disculpes, amistat, amor, etc.

## Història
El costum d'enviar targetes de salutació es pot remuntar a la Xina antiga, que va intercanviar missatges de la bona voluntat per celebrar l'Any Nou i als antics egipcis, que van transportar les seves salutacions en rotllos de papir.
A començaments del segle xv, les targetes de salutació de paper fet a mà eren intercanviades en Europa. Se sap que els alemanys tenien salutacions d'Any Nou impreses en fusta des del 1400, i els Valentines de paper fet a mà eren intercanviats en diverses parts d'Europa des del començament a mitjans del segle xvi.
Cap al 1850 la targeta de salutació havia estat transformada d'un regal relativament costós, fet a mà i lliurat a mà a un mitjà popular i assequible de comunicació personal, degut en gran part als avenços en la impressió i a la mecanització.
Aquesta tendència va continuar, seguida per les noves tendències com targetes de Nadal, les primeres de les quals van aparèixer en forma editada a Londres el 1843 en què sir Henry Cole va emprar a l'artista Juan Calcott Horsley per dissenyar una targeta de festa que ell pogués enviar als seus amics i coneguts.
En la dècada de 1860 les companyies com Marcus Ward & Co, Goodall i Charles Bennett van començar la producció en massa de targetes de felicitació. Van emprar artistes ben coneguts com ara Kate Greenaway i Walter Crane com a il·lustradors i dissenyadors de la targeta.
Els progressos tècnics com la litografia en color van propulsar a partir del 1930 la indústria manufacturera de la targeta de felicitació.
Actualment, les noves tecnologies han obert un nou terreny d'ús de les targetes en possibilitar l'enviament de felicitacions virtuals via Internet. Per a això, s'han constituït gran nombre de portals que ofereixen un bon nombre de dissenys i estils que podem remetre per correu electrònic.